# Cooperadoras de Betania
Cooperadoras de Betania es una congregación religiosa católica femenina de vida apostólica y de derecho diocesano fundada por el sacerdote español Pedro García Cerdán y la religiosa Josefa Raquel, en Valencia (España), en 1925.

## Historia
La congregación fue fundada por el sacerdote diocesano Pedro García Cerdán y la religiosa Josefa Raquel, en el santuario de la Virgen de los Desamparados de Valencia, el 10 de mayo de 1925, con el fin de colaborar con los sacerdotes en sus labores parroquiales y dedicar sus vidas a la oración por la santificación del clero. Para el fundador era necesario identificar a sus religiosas como las hermanas de Betania, Marta y María, siempre al servicio de Jesús.
El instituto fue erigido como congregación de derecho diocesano el 4 de febrero de 1950, por el obispo de Valencia, Marcelino Olaechea.

## Organización
Las Cooperadoras de Betania forman una congregación religiosa de derecho dioceno centralizado, cuyo gobierno es ejercido por una superiora general. La sede central del instituto se encuentra en Valencia.
La congregación posee siete comunidades, presentes en con cinco comunidades en España, una en México y una en Perú. Las religiosas de este instituto se dedican al servicio de los presbíteros, ayudándolos en las catequesis, en el desarrollo de su ministerio pastoral y en la liturgia. Ayudan en el apostolado parroquial, colaborando con los sacerdotes que están en activo y hospedando y cuidando a los que están jubilados y enfermos.